# Jan Bzdawka
Jan Bzdawka (ur. 19 czerwca 1971 w Osiu) – polski aktor musicalowy, teatralny i filmowy, piosenkarz, tancerz, reżyser.

## Życiorys
Ukończył studium musicalowe przy Teatrze Muzycznym w Gdyni. Jest założycielem Ogniska Musicalowego.
Zagrał główne role w musicalach Józef i cudowny płaszcz snów w technikolorze w Teatrze Powszechnym w Radomiu oraz w Fame i  Król Maciuś Pierwszy (na podstawie powieści Janusza Korczaka) w Teatrze Komedia w Warszawie. Współpracował również z teatrem Studio Buffo, występując w spektaklach w reż. Janusza Józefowicza: Panna Tutli Putli, Wieczory ... i Przebojowa noc.
W 1998 został aktorem Teatru Muzycznego „Roma” w Warszawie, w którym występował w autorskim recitalu Świat według Bzdawki (na scenie kameralnej teatru – Nova Scena) oraz wykreował musicalowe role: Bobby Childa w Crazy for You, Thuya w Miss Saigon, Chagala w Tańcu wampirów, Alojzego Bąbla w Akademii pana Kleksa, Licytatora oraz Josepha Buquet w Upiorze w operze (w latach 2008–2010), Enjolrasa w Les Misérables (od września 2010 do maja 2012), Cosmo Browna w Deszczowej piosence (od września 2012) i Prezesa w Pilotach (od października 2017). W 2023 w Mazowieckim Teatrze Muzycznym wyreżyserował musical Mała Syrenka, w którym zagrał także rolę Króla Mórz.
Współpracował z Agnieszką Holland przy spektaklu Teatru TV Dybuk, jak również z Maciejem Dejczerem w filmie To musisz być Ty i Krzysztofem Langiem w filmie Klątwa skarbu Inków.

## Dyskografia
- płyta z muzyka do musicalu Taniec wampirów – zespół wokalny
- płyta z muzyką do musicalu Akademia pana Kleksa – zespół wokalny
- płyta z muzyką do musicalu Fame
- płyta z muzyką do musicalu Crazy for You (jako Bobby Child)
- płyta z muzyka do musicalu Upiór w operze – zespół wokalny

## Filmografia

### seriale
- 13 posterunek
- Miasteczko
- Kryminalni

### filmy
- Cold Kenya, w reż. L. Walsh

## Nagrody
- Na V Konkursie Teatrów Ogródkowych w Starej Dziekance otrzymał aktorskie wyróżnienie za role w spektaklu Młodzi, którzy kochają.
- Dwukrotny laureat Piosenki Aktorskiej we Wrocławiu.